# أمعائية أسبورية
أمعائية أسبورية (الاسم العلمي: Enterobacter asburiae) هي نوع من البكتيريا يتبع جنس الأمعائية من الفصيلة الأمعائيات.